# CSI: Vegas (1.ª temporada)
A primeira temporada de CSI: Vegas, uma série de televisão de drama, procedimentos policiais e suspense, originalmente exibida na CBS entre 06 de outubro a 08 de dezembro de 2021 nos EUA.
Em CSI: Vegas, a série abre um novo capítulo em Las Vegas, a cidade onde tudo começou. Enfrentando uma ameaça existencial que pode derrubar o Laboratório Criminal, uma nova equipe brilhante de investigadores forenses deve receber de volta velhos amigos e implantar novas técnicas para preservar e servir à justiça na cidade do pecado. Originalmente marcada como uma série limitada, uma segunda temporada foi encomendada em dezembro de 2021.

## Elenco

### Principal
- Paula Newsome como Maxine "Max" Roby, chefe do Laboratório Criminal de Las Vegas;
- Matt Lauria como Joshua "Josh" Folsom, um CSI de nível III que normalmente é o investigador principal em casos;
- Mandeep Dhillon como Allie Rajan, uma CSI nível II que é uma imigrante que seguiu seus sonhos até Las Vegas;
- Mel Rodriguez como Dr. Hugo Ramirez, o examinador médico-chefe;
- Jorja Fox como Sara Sidle;
- William Petersen como Gil Grissom.

### Recorrente
- Wallace Langham como David Hodges;
- Jamie McShane como Anson Wix, um advogado civil;
- Jay Lee como Christopher "Chris" Park, um CSI;
- Sarah Gilman como Penny Gill, uma CSI;
- Sean James como Will Carson, um detetive de homicídios;
- Kat Foster como Nora Cross, uma detetive de homicídios;
- Robert Curtis Brown, como o Subxerife Cade Wyatt.

### Convidado
- Chelsey Crisp como Emma Hodges, esposa de David.

### Convidado Especial
- Paul Guilfoyle como Jim Brass.

## Episodios
| Seq. | Episódios | Título                        | Direção         | Escrito por                     | Data de exibição       | Audiência EUA (em milhões) |
| --- | --------- | ----------------------------- | --------------- | ------------------------------- | ---------------------- | -------------------------- |
| 1 | 1         | "Legado"                      | Uta Briesewitz  | Jason Tracey                    | 6 de outubro de 2021   | 4,12                       |
| CSI: VEGAS abre um novo capítulo em Las Vegas - a cidade onde tudo começou. Enfrentando uma ameaça existencial que pode derrubar todo o Laboratório Criminal e libertar milhares de assassinos condenados de volta às ruas iluminadas por neon de Las Vegas, uma nova equipe brilhante de investigadores liderada por Maxine Roby deve contar com a ajuda dos velhos amigos Gil Grissom e Sara Sidle. Esta força combinada irá implantar as mais recentes técnicas forenses para fazer o que eles fazem de melhor - seguir as evidências - a fim de preservar e servir à justiça em Sin City. |           |                               |                 |                                 |                        |                            |
| 2 | 2         | "Lua de Mel em Vegas"         | Nathan Hope     | Jason Tracey                    | 13 de outubro de 2021  | 3,91                       |
| Gil Grissom e Sara Sidle ajudam um ex-colega que está implicado na adulteração de provas. Maxine e o resto da equipe CSI trabalham no assassinato de um casal assassinado no dia do casamento, após as evidências para o baixo-ventre lascivo da elite de Las Vegas. |           |                               |                 |                                 |                        |                            |
| 3 | 3         | "Sob a Pele"                  | Nathan Hope     | Craig O'Neil                    | 20 de outubro de 2021  | 3,54                       |
| A investigação de Grissom e Sara sobre as acusações contra David Hodges esquenta quando a corregedoria se junta à caçada. Além disso, a pressão aumenta para os CSIs quando o corpo de um desenvolvedor de videogame é encontrado flutuando em uma fonte antes de um grande torneio de jogos. |           |                               |                 |                                 |                        |                            |
| 4 | 4         | "Porco Comprido"              | Nicole Rubio    | Safia M. Dirie                  | 27 de outubro de 2021  | 3,34                       |
| A equipe de CSI investiga quando um corpo é desenterrado no fosso do luau em um hotel com tema havaiano. Além disso, o Departamento de Assuntos Internos começa a questionar o retorno de Grissom e Sara ao laboratório criminal. |           |                               |                 |                                 |                        |                            |
| 5 | 5         | "Deixe as fichas caírem"      | Kenneth Fink    | Graham Thiel                    | 3 de novembro de 2021  | 3,22                       |
| Enquanto Grissom e Sara se aproximam de quem incriminou Hodges, a equipe de CSI investiga um mistério de assassinato em um vestiário a 30.000 pés, quando um avião de carga pousa autonomamente no Aeroporto McCarran e todos a bordo foram mortos. |           |                               |                 |                                 |                        |                            |
| 6 | 6         | "Casa divertida"              | Benny Boom      | Samantha Humphrey               | 10 de novembro de 2021 | 3,24                       |
| Max coloca CSI em bloqueio quando as evidências de um novo assassinato apontam Grissom e Sara para um novo suspeito no laboratório criminal. Além disso, Folsom e Allie investigam uma série de assassinatos assustadores em um hotel com tema de palhaço em ruínas. |           |                               |                 |                                 |                        |                            |
| 7 | 7         | "No Sangue"                   | Christine Moore | Marisa Tam                      | 17 de novembro de 2021 | 3,88                       |
| Um cavalo abandonado coberto de sangue leva a equipe CSI a uma casa de recuperação para assassinos condenados. Além disso, Grissom e Sara começam a cercar seu principal suspeito no caso David Hodges. |           |                               |                 |                                 |                        |                            |
| 8 | 8         | "Limpador de tubulação"       | Benny Boom      | Safia Dirie & Samantha Humphrey | 24 de novembro de 2021 | 4,20                       |
| Quando os CSIs são chamados para investigar restos humanos encontrados na banheira do proprietário de um centro de convenções, Sara e Grissom usam o caso para se aproximar da testemunha perita forense do advogado Anson Wix, poucos dias antes do início do julgamento de David Hodges. |           |                               |                 |                                 |                        |                            |
| 9 | 9         | "Esperando nas asas"          | Christine Moore | Craig O'Neill e Jason Tracey    | 1 de dezembro de 2021  | 3,95                       |
| A equipe de CSI examina de perto o mundo excêntrico dos shows paralelos quando um casal de artistas é descoberto queimado em um fosso. Além disso, Hodges pondera um acordo judicial quando seu julgamento criminal começa, enquanto Max, Grissom e Sara procuram evidências para exonerá-lo. |           |                               |                 |                                 |                        |                            |
| 10 | 10        | "Assinado, lacrado, entregue" | Ken Fink        | Jason Tracey e Craig O'Neill    | 8 de dezembro de 2021  | 3,55                       |
| Quando David Hodges desaparece, toda a equipe CSI procura por qualquer evidência que possa ajudar a localizá-lo, limpar seu nome e salvar a reputação de todo o laboratório criminal. |           |                               |                 |                                 |                        |                            |